# Mariage homosexuel en Australie
Pour un article plus général, voir Mariage homosexuel.
Le mariage homosexuel est reconnu en Australie depuis le 9 décembre 2017.
Auparavant, de 2004 à 2017, une modification de la loi fédérale Mariage Act, 1961 interdit, explicitement, la célébration ou la reconnaissance du mariage d’un couple homosexuel. Cependant, le 22 octobre 2013, le territoire de Canberra vote une loi qui rend possibles de tels mariages. La loi entre en vigueur en décembre 2013, mais, saisie par le gouvernement fédéral, la Haute Cour déclare la loi inconstitutionnelle et invalide les mariages célébrés.
En 2017, le gouvernement conservateur australien organise pour la première fois une enquête postale pour demander l’avis des 16 millions d’électeurs du pays au sujet de l’amendement de la loi définissant le mariage comme « l’union d’un homme et d’une femme ». Parmi les 12,7 millions de participants au vote postal, 61,6 % votent en faveur du mariage homosexuel. Le Premier ministre Malcolm Turnbull annonce le 15 novembre 2017 s’engager à adopter une loi en faveur du mariage homosexuel d’ici la fin de l’année 2017.

Résultat du vote au parlement australien, par région
(vert : favorable au mariage homosexuel ;
rouge : opposé ; gris : abstention).

La loi légalisant le mariage entre personnes de même sexe dans tout le pays est votée par le Parlement le 7 décembre 2017. Il revient ensuite au gouverneur général Peter Cosgrove de signer cette loi en tant que représentant de la reine pour que son entrée en application soit formalisée, ce qu'il fait deux jours plus tard.

## Historique
Le Mariage Act 1961 est la loi fédérale régulant l’institution du mariage en Australie qui stipule que seules deux personnes de sexe opposées sont autorisées à se marier. Il est impossible pour un État d’en modifier le contenu, ou encore de créer une loi qui la contredit. Cependant, la création de la relation de facto démontre la reconnaissance des couples deux personnes de même sexe. En effet, elle a été introduite dans le Family Law Act 1975 pour permettre aux couples gays d’être légalement reconnus. Puisque ce statut doit être confirmé par un tribunal, le couple doit répondre à un certain nombre de critères. Une fois acquise, la relation de facto rend officiel l’engagement pour le couple. Il devient presque égal à un couple marié, mais sans avoir le titre.

## Débat politique
La légalisation du mariage homosexuel est devenue un enjeu politique important, car les partis politiques devaient prendre une position favorable ou défavorable, tout en étant prudents dans leur discours pour ne pas perdre le soutien politique de la communauté homosexuelle, mais aussi pour éviter d’offenser les électeurs ayant des valeurs conservatrices. Un moyen employé par les partis afin de détourner l’enjeu de l’égalité matrimoniale est de mettre l’accent sur les bénéfices des relations de facto. Cette technique permet de préserver le mariage traditionnel pour les opposants, mettre en avant certains avantages à la cohabitation des homosexuels et maintenir la paix dans le mariage de même sexe.
Pendant presque dix ans de débats sur le droit de mariage homosexuel en Australie, deux clans se sont affrontés sur le devant la scène. Les partis pour rassemblaient les travaillistes, les indépendantistes et les verts. Les partis contre rassemblaient les nationalistes et les libéraux. Afin de partager leur point de vue, les partis ont mené leur campagne sur différentes plateformes à l’aide d’entrevues et de la diffusion de communiqués de presse.
En 2004, le Premier ministre conservateur John Howard a fait une réforme du Mariage Act de 1961 en insistant sur le fait que le mariage concernait seulement une femme et un homme. Cette modification était due à la légalisation du mariage de même sexe au Canada en 2003, car deux couples homosexuels australiens s’y sont mariés en pensant que leur union allait être reconnue en Australie. Le Premier ministre a donc interdit les mariages entre personnes de même sexe. Cet amendement a été dénoncé dans les médias par plusieurs politiciens, car ils considéraient qu’il avait comme but de stigmatiser les homosexuels.
En 2006, l’enjeu a commencé à prendre de l’ampleur lorsque John Stanhope, le dirigeant du gouvernement du Territoire de la capitale australienne, a présenté au parlement un projet de loi portant sur une union civile qui rapprochait énormément la reconnaissance des relations homosexuelles à l’institution du mariage. De nombreux débats ont suivi sur la mesure dans laquelle une union civile en vertu de cette législation imitait le mariage[pas clair]. Finalement, le parti libéral fédéral s’y est opposé, considérant que cette union était dévalorisante pour l’institution du mariage.

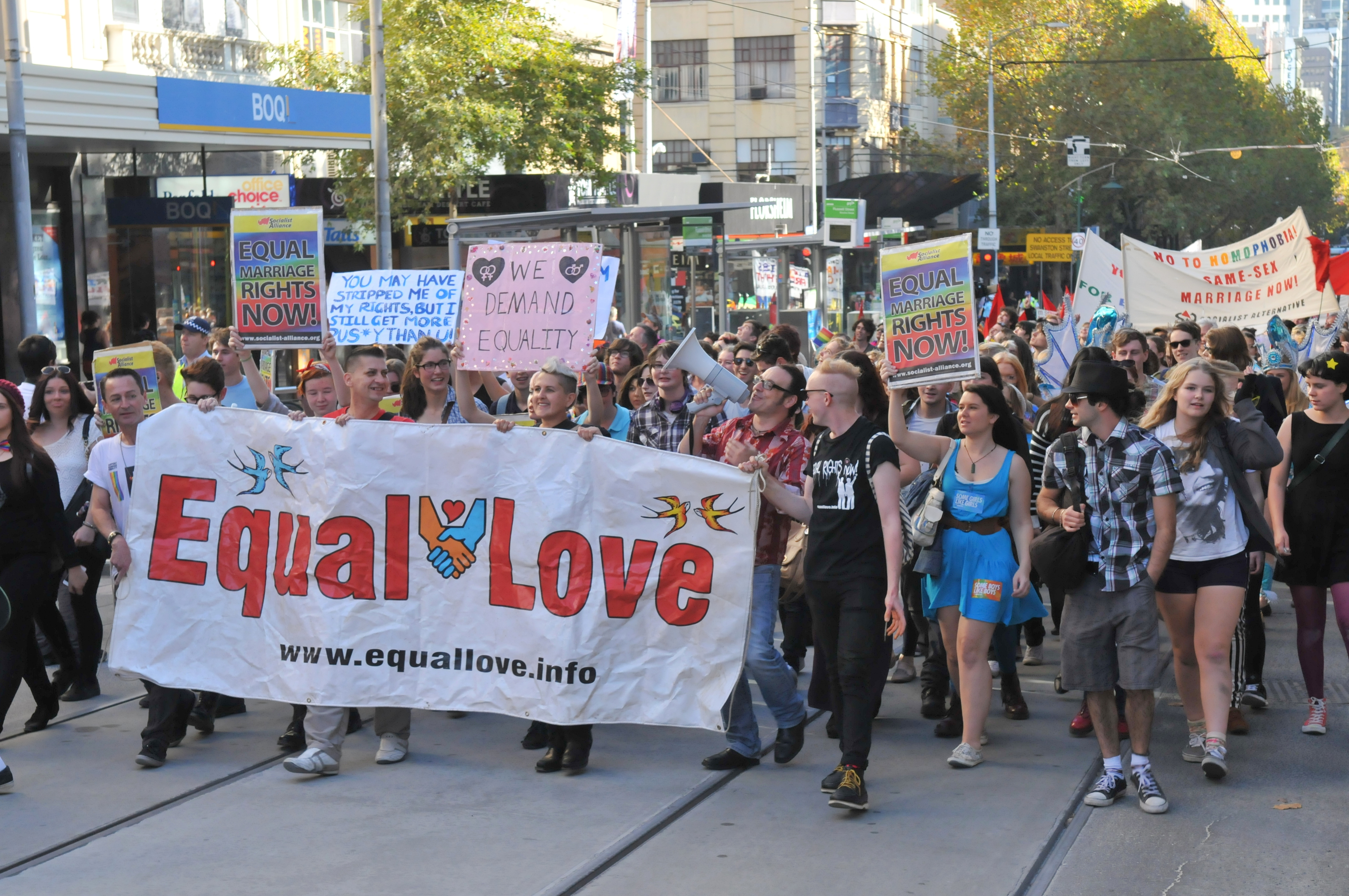
Manifestation en faveur du mariage homosexuel à Melbourne en mai 2013.

En 2013, lors du premier débat télévisé pour l’élection fédérale en Australie, le candidat travailliste Kevin Rudd a promis de légaliser le mariage homosexuel dans les cent premiers jours de son mandat. Son adversaire, le candidat libéral Tony Abbott, s’y est opposé en disant que le mariage gay n’était pas une priorité dans l’actualité politique australienne.
En 2017, le Premier ministre Malcolm Turnbull a voulu légaliser le mariage homosexuel dans toute l’Australie. Pour cela, il a proposé un plébiscite, qui a ensuite été refusé par le Sénat. Ainsi, il a proposé de mettre en place un plébiscite par voie postale. Puisque la réponse était favorable à la légalisation du mariage homosexuel, un vote libre au parlement australien est alors envisagé.

## Débat social
Pendant plusieurs années, le mariage homosexuel n’était pas sur l’agenda politique ou légal des activistes militant pour les droits des homosexuels ni sur celui des défendeurs du mariage traditionnel, surtout en raison de la reconnaissance des relations non mariées et des bénéfices rattachés qui ressemblent à ceux obtenus par mariage. L’amendement à la loi sur le mariage qui définissait le mariage comme étant exclusivement entre un homme et une femme, adopté par le gouvernement Howard en 2004, était considéré hostile par la communauté gai et lesbienne. Cet évènement a augmenté la signification symbolique de l’égalité matrimoniale, malgré les alternatives légalement significatives disponibles aux couples homosexuels. En 2001, à la suite d'un sondage auprès d’hommes et femmes homosexuels à Victoria, seulement 21 % des répondants voulaient avoir la possibilité de se marier, mais en 2005, l’appui a augmenté à 45 %. Il y a donc eu de plus en plus d’efforts pour développer un mouvement national capable d’obtenir l’égalité conjugale. 

### Campagne du OUI
Depuis les dernières années, les activistes militant pour le mariage entre personnes de même sexe font des efforts concertés pour amener le gouvernement en place d’agir sur cet enjeu à l’aide du soutien de nombreuses institutions académiques, de plusieurs grandes entreprises commerciales, de groupes de pression et de mouvements sociaux. Ces organisations élaborent des plans d’action concernant le déroulement des campagnes visant à sensibiliser et à mobiliser le public, ainsi que des tentatives formelles d’introduire des réformes législatives et de modifier les politiques gouvernementales. Dans une entrevue, Rodney Croome (en), un activiste reconnu de la Tasmanie, affirme que les stratégies juridiques ne font généralement pas partie de l’inventaire de tactiques employées par les militants de l’égalité matrimoniale, mais que les lobbys homosexuels mènent des consultations, c’est-à-dire des groupes de discussions, auprès des communautés avant de plaider en faveur d’un certain changement juridique. 
En réaction à l’amendement du Marriage Act 1961 (en), l’Australian Marriage Equality, ou l’AME, a été fondé afin d’atteindre le mariage pour tous le plus efficacement possible, c’est-à-dire par un vote au Parlement. Leur argument repose principalement sur le fait que le mariage est basé sur l’amour et l’engagement, donc dans un pays prônant la citoyenneté égale, il devrait être accessible à tous. En 2010, à l’aide du Sydney Gay and Lesbian Mardi Gras Association, du Sydney Gay and Lesbian Business Association et du Parents and Friends of Lesbians and Gays Brisbane, ce groupe de pression a lancé un plan d’action énumérant les différentes initiatives que peuvent prendre les partisans, comme écrire aux journaux pour les inciter à aborder l’enjeu, avoir des conversations avec son entourage afin d’informer le plus de personnes possibles sur le sujet, prendre un moment à son propre mariage pour parler de l’égalité ainsi que d’assister aux rassemblements et aux actions publiques qui sont partagés sur le site internet et les réseaux sociaux de l’organisation. Finalement, l’AME organise des ateliers de formation régulièrement pour fournir le plus d’informations possible sur l’enjeu du mariage homosexuel aux partisans afin d’améliorer leurs habiletés de lobbying. 
Le plébiscite par voie postale de 2017 a engendré une concentration des efforts au sein des activistes et des organisations pour la promotion de la légalisation du mariage homosexuel. Par exemple, le Equality Campaign, une campagne nationale créée par Australian Marriage Equality et Australians for Equality, organise des évènements, diffuse des publicités émotives et encourage les partisans à partager leurs vécus sur leur site internet et sur les réseaux sociaux. De plus, la campagne met un accent particulier sur l’importance de la conversation dans l’atteinte de l’égalité. En effet, elle offre un guide pour structurer le dialogue en donnant des astuces pour bien aborder le sujet et pour répondre à des questions plus difficiles afin de faciliter le déroulement de la discussion. Aussi, plus d’une cinquantaine de grandes entreprises australiennes ont démontré leur soutien à l’égalité matrimoniale par une campagne publicitaire en réservant une page entière dédiée à la cause dans le journal The Australian.

### Campagne du NON
L’une des forces les plus puissantes contre la reconnaissance juridique du mariage homosexuel est l’opposition du public, provenant surtout de la communauté hétérosexuelle et des cercles conservateurs. En effet, même les personnes n’ayant pas une opinion forte sur la signification sociale du mariage semblent être opposées aux changements dans sa structure, et surtout aux tentatives de le rendre accessible aux homosexuels et aux lesbiennes. Cette résistance est liée à l’idée que le mariage entre personnes de même sexe menace la culture, les traditions, la religion et la moralité. L’argument principal présenté par les chrétiens est que le mariage devrait être exclusivement réservé à l’union entre un homme et une femme puisque c’est une institution dont le but est la procréation. 
Afin de partager leur vision et de générer de l’appui de la population, les groupes de pression organisent plusieurs évènements au cours de l’année, comme des conférences, des activités et des soupers avec des personnes influentes partageant les mêmes valeurs. De plus, le Australian Christian Lobby a lancé une application téléphonique, où les adhérents sont informés des dernières nouvelles relatives au groupe, ils peuvent envoyer des messages aux politiciens, signer des pétitions, gagner des points en assistant aux appels à l’action et plus encore, dans le but de faciliter l’implication de citoyens face à l’enjeu de l’égalité matrimoniale.
Du côté des opposants à la légalisation du mariage homosexuel, le plébiscite australien de 2017 a généré une propagation importante de leurs idées. En effet, certains groupes de pression, comme la Coalition for Marriage, ont publié des livres insistant sur les conséquences de la modification de la loi sur la société, sur les familles et surtout sur les enfants. De plus, ils ont grandement fait usage de publicités à la télévision et de la dispersion d’affiches sur l’ensemble du territoire. 